# Najib Akesbi
 (janvier 2012).
Si vous disposez d'ouvrages ou d'articles de référence ou si vous connaissez des sites web de qualité traitant du thème abordé ici, merci de compléter l'article en donnant les références utiles à sa vérifiabilité et en les liant à la section « Notes et références ».
Najib Akesbi est né à Fès, au Maroc, le 5 août 1952. Il est économiste, titulaire d’un doctorat d’État es sciences économiques de l’Université Paris-Dauphine et du diplôme de l’Institut d’Etudes Politiques de Paris. Il est également titulaire d’une Maîtrise es sciences de gestion (Paris-IX-Dauphine) et du diplôme des Études comptables supérieures de l’expertise comptable (CNAM, Paris).

## Activités d'enseignement
Najib Akesbi est enseignant-chercheur. Il a été professeur de l’Enseignement Supérieur à l’Institut Agronomique et Vétérinaire Hassan II (IAV, Rabat) pendant 40 ans (1978-2017). Il y a enseigné les politiques publiques (politiques agricoles, économie rurale, finances publiques), la gestion des entreprises, le management des projets et le marketing des produits agricoles. Il anime également divers enseignements et séminaires sur les politiques économiques et financières, les grands débats économiques contemporains, et les relations euro-méditerranéennes, dans différents établissements d’enseignement supérieur, au Maroc et à l’étranger. Au niveau administratif, il est à la retraite depuis l’été 2017.

## Activités de recherche
Najib Akesbi a été responsable de nombreux projets de partenariat à l’échelle euro-méditerranéenne, dans les domaines de la formation et de la recherche. Il a ainsi été membre de nombreux réseaux de recherche, et également membre de conseils scientifiques de plusieurs revues à comité de lecture. Il est membre (fondateur) de l’Association marocaine de sciences économiques et membre de la direction de la Revue marocaine des sciences politiques et sociales.
Activités publiques et citoyennes
Au-delà de ses activités professionnelles, Najib Akesbi est depuis longtemps un militant politique et un citoyen actif, ayant assumé des responsabilités publiques à différents niveaux. Il a notamment été Conseiller municipal puis vice-président de la Commune urbaine Agdal-Ryad et de la Communauté urbaine de Rabat (1992-2000). Il est politiquement engagé au sein de la gauche marocaine, et militant dans diverses organisations de la Société civile et de l’action citoyenne.
Au-delà de « la vie active », la « retraite active »
La retraite n’étant pour lui qu’une « formalité », Najib Akesbi reste actif dans les domaines de l’enseignement, de la recherche et de l’action citoyenne. Il continue d’animer des séminaires et des enseignements portant sur l’économie de développement, l’économie marocaine et les politiques publiques.
En plus des articles de revues et de contributions écrites à des manifestations académiques et scientifiques, il publie en octobre 2022 un ouvrage de synthèse sur les grandes questions de l’économie marocaine : Maroc : une économie sous plafond de verre (voir bibliographie ci-dessous), ouvrage traduit en arabe et publié en 2024. Au total, ses activités de recherche dans les domaines de l’économie de développement, et des politiques publiques ont abouti, en 2024, à près de 140 écrits dans des publications à comité de lecture.
Par ailleurs, Najib Akesbi dispose d’un Blog qu’il alimente régulièrement par ses publications, anciennes et récentes. Le menu comprend 28 rubriques couvrant quatre champs d’intérêt : Economie marocaine, Finances publiques, Agriculture et monde rural, et Vie politique et sociale.
https://najibakesbiblog.wordpress.com
Il anime régulièrement aussi une chaîne Youtube, riche de quelques 37 000 abonnés, et de près d’une soixantaine de vidéos (2024), portant sur des sujets d’actualité ou de connaissance des fondamentaux de l’économie et les finances du Maroc.
https://www.youtube.com/channel/UC6qTOnJ-UsrvInB0cg5Q1ZA
Il anime fréquemment des conférences publiques, et prend part, de différentes manières, au débat citoyen.

## Dernières publications
Sélection des dernières publications
(Voir également le blog : https://najibakesbiblog.wordpress.com ) 
Ci-dessous, les références d’une sélection d’une dizaine de publications réalisées au cours des dix dernières années (2015-2024) : 
1.     « L’agriculture marocaine, entre pénurie hydrique et insécurité́ alimentaire »
In : E-Handbook marocain d’économie du développement, ouvrage collectif sous la direction de N. El Aoufi et S. Hanchane, Laboratoire Économie du Développement (LED), Université Mohammed V – Rabat
https://ledmaroc.ma/wp-content/uploads/2024/11/E-Handbook-Akesbi.pdf
In: https://ledmaroc.ma/e-handbook-marocain-deconomie-du-developpement/
2.    « Le nouveau modèle de développement : victime des lignes rouges ? » 
Revue Critique économique, n°44, Rabat, été 2024.
3.     « L’État social au Maroc : ses ambitions et ses conditions », Revue Majallat Arrabii, N° spécial : L’État social ? Centre d’Études et de Recherches M. Bensaid Ait Idder, n°15, Casablanca, 2023.
4.     « L’inégalité des revenus au Maroc : Résultats édifiants d’une enquête inédite », Revue Marocaine des Sciences Politiques et Sociales, Mélanges, en Hommage au Pr. A. Benmessaoud Tredano, Volume XXII, novembre 2022.
5.     Maroc : une économie sous plafond de verre – Des origines à la crise Covid-19, éditions de la Revue marocaine des sciences politiques et sociales, vol. XXII, septembre 2022.
6.    « Un modèle en crise face à la crise - La pandémie de la Covid-19, un moment de vérité pour le pouvoir », In : Jeux de pouvoirs au Maghreb, iReMMO, Confluences Méditerranée, n° 114, éd. L’Harmattan, Paris, 2020.
7.    « Le modèle de développement, victime du modèle de gouvernance », In : Les politiques publiques face à l’impératif démocratique et au bien-être social, ouvrage collectif, coordonné par Ali Sedjari, Virgule éditions, Tanger, 2019.
8.     « Quelle souveraineté fiscale pour le Maroc ? », In : Finances publiques et souveraineté des États, Actes du 11ème colloque international de finances publiques, FONDAFIP, 15-16 .9.2017, LGDJ, Paris, 2018.
9.     « Economie politique et politiques économiques au Maroc », In : Economie politique du Maroc, Ouvrage collectif coordonné par N. Akesbi, A. Berrada, M. Oubenal et M-S. Saadi, Revue Marocaine des Sciences Politiques et Sociales, Hors-Série, volume XIV, Avril 2017, Rabat.
10. La question agricole dans les relations euro-marocaines, In : L’accord de libre-échange Maroc-Union européenne à l’épreuve des faits, ouvrage collectif, Revue Marocaine des Sciences Politiques et Sociales, Coll. Cahiers Libres, n°3, Août/Septembre 2015.